# Club Pilcomayo F.B.C.
El Club Pilcomayo FBC es un club de fútbol de Paraguay de la ciudad de Mariano Roque Alonso en el Departamento Central. Fue fundado el 9 de junio de 1915, y desde el 2022 juega en la Primera División C (Cuarta División).
Disputa el clásico de Mariano Roque Alonso con el Deportivo Humaitá.

## Historia
El club fue fundado en 1915 y su nombre se debería a que sus fundadores eran ganaderos con campos al borde del Río Pilcomayo, el cual es uno de los límites de la que hoy es su ciudad sede. Aunque, inicialmente el local de la institución correspondía a la zona de Loma Pytä del Distrito Trinidad. El acta se firmó en casa de quien sería su primer vicepresidente, Agustín Báez; además se eligió presidente al señor Arturo Romero Campis. La primera Comisión Directiva se completó con el prosecretario Esteban Galeano, el tesorero Emiliano Sparling, el intendente Wenceslao Benegas, y los vocales titulares Víctor Estigarribia, Cornelio Sparling y José Benítez. Además de los suplentes Faustino Ayala y Hermógenes Ruiz.
Entre 1931 y 1935 el club estuvo inactivo, debido principalmente a la Guerra del Chaco. Al finalizar la misma, se reorganizó el 10 de agosto de 1935 bajo la presidencia de Francisco Valinotti. Tras este hecho y probablemente hasta 1946 participó en la Federación Paraguaya de Deportes, organización paralela a la hoy matriz del fútbol paraguayo, la Asociación Paraguaya de Fútbol. En la misma época, el 2 de junio de 1943,  por un decreto presidencial parte de Loma Pytä (incluyendo al predio del club) pasó a la colonia de Mariano Roque Alonso; que dos años más tarde fue elevada a la categoría de distrito.
En 1950 invitó a los demás clubes de la zona a formar una nueva asociación regional dentro de la Unión del Fútbol del Interior; así, el día 20 de agosto de 1950 se conformó la Liga Regional Mariano Roque Alonso.

### En la Liga Paraguaya
Tras ganar varios títulos en su liga regional y poco después del ingreso de su rival Deportivo Humaitá a la Tercera División, entonces llamada Segunda de Ascenso, en el año 1986 decidió solicitar su admisión e ingresó a esa última categoría de la Liga Paraguaya de Fútbol y como afiliado de esta entidad.
Su primer título oficial lo obtuvo en 1999, al consagrarse campeón de la Cuarta División. Luego, militó por varios años en la Tercera División,  (estuvo a un paso de descender en el 2003), hasta que en el 2004 acabó en el antepenúltimo lugar y entonces tuvo que descender, pues ese año debían ser tres los clubes que perderían la categoría.
Al año siguiente nuevamente obtuvo su pase a la Tercera División al consagrarse subcampeón, justamente del torneo que se denominó "Segunda de Ascenso: 90 Años del Club Pilcomayo", quedando con 51 puntos a solo uno del campeón 1° de Marzo de Fernando de la Mora. Tras esto, jugó unos años en la Tercera División, pero en la temporada 2010 acabó en el último lugar y se vio obligado a retornar por segunda vez a la Cuarta División.

### Últimos años
El del 2011 no fue un buen campeonato para el club, ubicado en el grupo B junto a otros 7 equipos, no logró acabar entre los primeros 4 que avanzaron a la segunda fase.
En la temporada 2012 logró el primer puesto en su grupo de siete, al cabo de la primera etapa (14 fechas), pero no pudo sortear la segunda etapa, eliminándose en cuartos de final ante el Atlético Juventud tras perder el primer partido por 3-0 y luego ganar por 3-1.
En la temporada 2013 terminó en el quinto lugar de su grupo (de entre siete clubes) y no pasó la primera fase. 
En la temporada 2014 alcanzó el sexto lugar de la tabla de la primera fase. Pero en cuartos de final perdió la llave contra el General Caballero CG.
En la temporada 2015 terminó en el noveno lugar de la tabla de la primera fase y no clasificó a los cuartos de final.
En la temporada 2016, el club se consagró campeón de la Cuarta División y ascendió a la Tercera División. Su buena campaña inició en la primera fase terminando en el segundo puesto y clasificando a la siguiente fase. En la segunda fase terminó de nuevo en el segundo lugar del Grupo B, clasificando al cuadrangular final. En la quinta y penúltima fecha del cuadrangular final, fue el primer club en asegurar el ascenso; y en la última fecha, con su victoria de visitante en Areguá logró el título de campeón.
En la temporada 2017 de la Tercera División, el club logró la permanencia en las últimas fechas del campeonato, finalmente ocupó el 15º puesto de entre 18 clubes.
En la temporada 2018 de la Tercera División, el club de nuevo luchó en la parte baja de la tabla, asegurando su permanencia en la penúltima fecha del campeonato, ocupó de nuevo el 15º puesto pero de entre 17 clubes. En la Copa Paraguay logró superar la fase clasificatoria como uno de los mejores segundos de su categoría, luego cayó eliminado en la primera fase ante el club Sol de América de la Primera División.

## Presidentes
Su primer presidente fue el señor Arturo Romero Campis.
Tras la Guerra del Chaco, el presidente encargado de la reorganización del club fue Francisco Valinotti.
El presidente actual es el Sr. Ricardo Insfran.

## Jugadores destacados
Jugadores que han destacado o se han iniciado en el club fueron:
- Julio Ortellado.[16]
- Cristian Ferreira.

## Uniforme
- Uniforme titular: camiseta negra y blanco a rayas verticales, con pantalón y medias negras.

## Estadio
El estadio del club se denomina Agustín Báez, nombre de la persona en cuya casa se fundó el club y que fuera su primer vicepresidente.

## Datos del club
- Temporadas en Tercera División: 22 (1986-1996, 2000-2004, 2006, 2007, 2008, 2009, 2010, 2017 - 2019).
- Temporadas en Cuarta División: 10 (1997-1999, 2005, 2011, 2012, 2013, 2014, 2015, 2016).

## Palmarés

### Torneos nacionales
- Cuarta División (2): 1999 y 2016.
  - Subcampeón (1): 2005.

### Torneos regionales
- Campeón de la Liga Deportiva Mariano Roque Alonso (10): 1950, 1951, 1953, 1967, 1968, 1969, 1970, 1971, 1972 (hexacampeón) y 1980.